# 田邊新之助
田邊 新之助（たなべ しんのすけ、文久2年1月8日（1862年2月6日） - 昭和19年（1944年）2月24日）は、日本の教育者、漢学者。漢詩人としては田邊松坡（しょうは）と号した。逗子開成中学校、鎌倉女学校を創設した。東京開成中学校の校長も務めた。東京府士族。子に田辺元、孫に野沢協がいる。

## 略歴
唐津藩藩士の子として江戸深川の唐津藩邸で生まれ、6〜7歳頃に両親とともに唐津に転居。教師速成のために1876年に設けられた唐津伝習所（元・藩校の耐恒寮。現・佐賀県立唐津東中学校・高等学校）を卒業。1878年に上京し、大学予備門に学び、その傍ら元昌平黌（昌平坂学問所）の学者からも学ぶ。藩校の恩師・高橋是清の引き立てで、1882年2月に共立学校（現・開成中学校・高等学校）の漢文教師となる。英語や地理も教えた。教え子の一人であった斎藤茂吉は、田邊の授業で英語が楽しくなったと回想している。1897年には、東京府立開成尋常中学校と改称した同校の校長となる（同校はのちに私立校に戻る）。
1900年に神奈川県逗子市に第二開成中学校が設立され、田辺が校長兼任に、三島由紀夫の祖父である橋健三が幹事に就任した。これは横須賀の海軍兵学校を出た軍人の子供たちのため、東京の開成のような学校を横須賀に作りたい、という海軍の要請から準備されたもので、1903年4月に逗子開成中学校として開校した（1919年から太平洋戦争終戦までは退役海軍少将が三代続いて校長に就任）。開校にあたっては各方面に手紙を送って援助を乞い、高橋是清のほか団琢磨、服部金太郎ら財界人が応じた。1901年には開成中学に夜学校の併設を申請し、1904年10月には、鎌倉に鎌倉女学校を創設、初代校長となる。同女学校副校長に就任した星野天知の自叙伝によると、田辺が女学校設立を鎌倉町会に申請したところ、町議の大石平左衛門が田辺に信用がないとして反対したため、表面上は田辺を校長にしたが、実際の学内準備は星野が施行したとしている。
1910年に、逗子開成の学生12名が死亡するボート遭難事故が起こり、同年3月に開成中学校長を橋健三に譲り、引責辞任。被害者への賠償金支払いのため鎌倉女学校の土地を売却するなどして女学校経営が厳しくなったため、陸奥宗光の長男・陸奥廣吉が共同出資者となり、田辺に替わって校長に就任。田辺は1914年2月に逗子開成の校長も辞し、鎌倉女学校の管理に専念する。1925年2月に同女学校を財団法人にし、校長兼理事となり、1934年に同校校長を辞した後は、漢書籍の研究に専念し、田邊松坡の名で漢詩や書を発表。時折、他校にて漢文の講義なども行なった。
漢学・漢詩を通じて文人との交流も多く、陸奥廣吉や黒田清輝らが1914年に史跡保存などのため結成した「鎌倉同人会」の命名、趣意書や市内各所の史跡を解説する碑文の執筆を担った。約6000冊と目される蔵書は、1947年に遺族により鎌倉市図書館に寄贈された。2018年に松坡文庫研究会が設立され、事績や蔵書の研究が進められている。
墓所は鎌倉の寿福寺にある。

## 家族
- 父・田邊幸左衛門正周 - 唐津藩士[1][11]
- 妻・ゑい（鍈、1865-1941） - 広島県士族水谷勝貞長女[1]
- 長男・田辺元（1885-1962） - 哲学者
- 次男・田辺至（1886-1968） - 洋画家。東京美術学校で黒田清輝に師事、のち同校教授となる。
- 長女・みち（1893年生） - 男児出産後20歳で早世[1]
- 長女・ひで（1895年生） - 夫を早くに失くし娘を連れ実家で両親と暮らしていたが、1934年に娘が22歳で自死[12]
- 三女・よし（1901年生） - 子に生物学者の野沢謙（京都大学教授・京都大学霊長類研究所所長）、フランス文学者の野沢協（東京都立大学教授）、謙の子に44歳で自死した脚本家の野沢尚[1]
- 三男・田辺定（1904年生） - ブラジル移民[1]。逗子開成中学卒業後、志願兵として騎兵第一連隊入隊、1927年に父の友人の海外興業支店長青柳郁太郎（1867-1944）の紹介で同社嘱託員となり第79回神奈川丸の移民輸送監督助手としてブラジルに渡り、モジ・ダス・クルーゼスに入植、戦後は同地にて文房具・書籍・小間物店を経営[13][14]。
- 四女・信 - 生後すぐに早逝[1]